# Grammistine
Grammistine sind Mitglieder einer Familie von Proteinen, die bisher nur in Seifenbarschen gefunden wurden. Es handelt sich um kurze Peptide mit 13 bis 28 Aminosäuren, die sich wahrscheinlich zu einem Homooligomer aggregieren. Die Fische sondern die Mischung aus sechs oder sieben Grammistinen auf der Haut ab. Die einzelnen Proteine haben unterschiedliche Wirkungen; alle wirken jedoch antibakteriell gegen sowohl gramnegative wie -positive Keime, manche sind zusätzlich hämolytisch oder fischgiftig. Bisher sind Aminosäuresequenzen der Grammistine von Sechsstreifen-Seifenbarsch (Grammistes sexilineatus) und Schneeflocken-Seifenbarsch (Pogonoperca punctata) bekannt.
Die LD50 von Grammistin Gs F bei Zahnkärpflingen beträgt 1,9 µg/ml.

## Weiterführende Literatur
- Sugiyama N, Araki M, Ishida M, Nagashima Y, Shiomi K: Further isolation and characterization of grammistins from the skin secretion of the soapfish Grammistes sexlineatus. In: Toxicon. 45. Jahrgang, Nr. 5, April 2005, S. 595–601, doi:10.1016/j.toxicon.2004.12.021, PMID 15777955.
- Shiomi K, Igarashi T, Yokota H, Nagashima Y, Ishida M: Isolation and structures of grammistins, peptide toxins from the skin secretion of the soapfish Grammistes sexlineatus. In: Toxicon. 38. Jahrgang, Nr. 1, Januar 2000, S. 91–103, doi:10.1016/S0041-0101(99)00136-1, PMID 10669014.
- Yokota H, Nagashima Y, Shiomi K: Interaction of grammistins with lipids and their antibacterial activity. In: Fisheries Science. 67. Jahrgang, Nr. 5, 2002, S. 928–993, doi:10.1046/j.1444-2906.2001.00343.x.